# Морелос (муниципалитет Коауилы)
Морелос (исп. Morelos) — муниципалитет в Мексике, штат Коауила, с административным центром в одноимённом городе. Численность населения, по данным переписи 2020 года, составила 7928 человек.

## Общие сведения
Название Morelos дано в честь национального героя Хосе Мария Морелоса.
Площадь муниципалитета равна 639 км², что составляет 0,42 % от площади штата, а наивысшая точка — 465 метров, расположена в поселении Ла-Эстрелья.
Он граничит с другими муниципалитетами Коауилы: на севере с Сарагосой, на востоке с Навой, на юге с Альенде и Сабинасом, на западе с Мускисом.

## Учреждение и состав
Муниципалитет был образован 16 марта 1826 года, в его состав входит 48 населённых пунктов, самые крупные из которых:
| Код INEGI                  | Населённый пункт                                                                           | Численность населения (2005 год) | Численность населения (2010 год) | Численность населения (2020 год) |
| -------------------------- | ------------------------------------------------------------------------------------------ | -------------------------------- | -------------------------------- | -------------------------------- |
| 019                        | Всего                                                                                      | 7221                             | 8207                             | 7928                             |
| 0001                       | Морелос (исп. Morelos) 28°24′36″ с. ш. 100°53′12″ з. д. (административный центр)           | 5951                             | 6839                             | 6720                             |
| 0004                       | Лос-Аламос (исп. Los Álamos) 28°21′22″ с. ш. 100°56′44″ з. д.                              | 1062                             | 1133                             | 1005                             |
| 0215                       | Каса-Огар-Хетсемани (исп. Casa Hogar Getsemaní) 28°25′09″ с. ш. 100°53′44″ з. д.           | —                                | 29                               | 45                               |
| 0145                       | Венустьяно-Карранса (исп. Campamento Venustiano Carranza) 28°25′00″ с. ш. 100°48′38″ з. д. | 30                               | 31                               | 21                               |
| —                          | Прочие                                                                                     | 178                              | 175                              | 137                              |
| Названия на карте Генштаба |                                                                                            |                                  |                                  |                                  |

## Экономическая деятельность
По статистическим данным 2000 года, работоспособное население занято по секторам экономики в следующих пропорциях:
- сельское хозяйство, скотоводство и рыбная ловля — 13,5 %;
- промышленность и строительство — 46,2 %;
- торговля, сферы услуг и туризма — 37,4 %;
- безработные — 2,9 %.

## Инфраструктура
По статистическим данным 2010 года, инфраструктура развита следующим образом:
- электрификация: 99,6 %;
- водоснабжение: 97,8 %;
- водоотведение: 85,9 %.